# Frank Baumann
Frank Baumann (Würzburg, 29 ottobre 1975) è un dirigente sportivo ed ex calciatore tedesco, di ruolo centrocampista. Dal 1º giugno 2025 sarà il nuovo direttore sportivo dello Schalke 04.

## Biografia
Baumann è un impiegato dell'Istituto di previdenza sociale tedesco, specializzato nello sport. È sposato con Stefanie, con cui ha due figli: Louisa e Moritz.
Baumann è membro del consiglio di amministrazione della "Stiftung Jugendfußball" (Fondazione per il calcio giovanile). La fondazione è stata fondata nel 2000 da Jürgen Klinsmann, altri giocatori di successo della nazionale e docenti del corso speciale per insegnanti di calcio.

## Carriera

### Giocatore
Ha iniziato a giocare da professionista nel 1994, nel Norimberga.
Nel 1999 si trasferisce al Werder Brema. Il 26 maggio 2009 ha annunciato che avrebbe concluso la sua carriera professionale dopo la finale di Coppa tedesca a Berlino fra il suo club e il Bayer Leverkusen. Il trentatreenne, dieci anni a Brema di cui nove da capitano, ha annunciato la sua decisione in una conferenza stampa al Weserstadion, sottolineando come non avrebbe rinnovato il contratto in scadenza e ritirandosi dal calcio giocato.

### Dirigente
Dopo aver smesso di giocare, rimane al Werder Brema con diversi ruoli al passare del tempo: la mansione di assistente del direttore, a partire dal 1º gennaio 2010 fino al 31 dicembre 2011; direttore dell'area scouting dal 1º gennaio al 22 novembre 2012; direttore sportivo dal 23 novembre 2012 fino al 31 maggio 2015; amministratore dell'area sportiva dal 23 maggio 2016 al 30 giugno 2024.
Il 9 aprile 2025 viene annunciato che, dal 1º giugno seguente, avrebbe ricoperto il ruolo di direttore sportivo dello Schalke 04.

## Statistiche

### Presenze e reti in nazionale
| Cronologia completa delle presenze e delle reti in nazionale ― Germania | Cronologia completa delle presenze e delle reti in nazionale ― Germania | Cronologia completa delle presenze e delle reti in nazionale ― Germania | Cronologia completa delle presenze e delle reti in nazionale ― Germania | Cronologia completa delle presenze e delle reti in nazionale ― Germania | Cronologia completa delle presenze e delle reti in nazionale ― Germania | Cronologia completa delle presenze e delle reti in nazionale ― Germania | Cronologia completa delle presenze e delle reti in nazionale ― Germania |
| Data                                                                    | Città                                                                   | In casa                                                                 | Risultato                                                               | Ospiti                                                                  | Competizione                                                            | Reti                                                                    | Note                                                                    |
| ----------------------------------------------------------------------- | ----------------------------------------------------------------------- | ----------------------------------------------------------------------- | ----------------------------------------------------------------------- | ----------------------------------------------------------------------- | ----------------------------------------------------------------------- | ----------------------------------------------------------------------- | ----------------------------------------------------------------------- |
| 14-11-1999                                                              | Oslo                                                                    | Norvegia                                                                | 0 – 1                                                                   | Germania                                                                | Amichevole                                                              | -                                                                       | 68’                                                                     |
| 23-2-2000                                                               | Amsterdam                                                               | Paesi Bassi                                                             | 2 – 1                                                                   | Germania                                                                | Amichevole                                                              | -                                                                       | 76’ ?’                                                                  |
| 15-11-2000                                                              | Copenaghen                                                              | Danimarca                                                               | 2 – 1                                                                   | Germania                                                                | Amichevole                                                              | -                                                                       | 88’                                                                     |
| 29-5-2001                                                               | Brema                                                                   | Germania                                                                | 2 – 0                                                                   | Slovacchia                                                              | Amichevole                                                              | 1                                                                       |                                                                         |
| 6-6-2001                                                                | Tirana                                                                  | Albania                                                                 | 0 – 2                                                                   | Germania                                                                | Qual. Mondiali 2002                                                     | -                                                                       | 83’                                                                     |
| 15-8-2001                                                               | Budapest                                                                | Ungheria                                                                | 2 – 5                                                                   | Germania                                                                | Amichevole                                                              | 1                                                                       |                                                                         |
| 14-11-2001                                                              | Dortmund                                                                | Germania                                                                | 4 – 1                                                                   | Ucraina                                                                 | Qual. Mondiali 2002                                                     | -                                                                       | 87’                                                                     |
| 13-2-2002                                                               | Kaiserslautern                                                          | Germania                                                                | 7 – 1                                                                   | Israele                                                                 | Amichevole                                                              | -                                                                       | 78’                                                                     |
| 27-3-2002                                                               | Rostock                                                                 | Germania                                                                | 4 – 2                                                                   | Stati Uniti                                                             | Amichevole                                                              | -                                                                       |                                                                         |
| 17-4-2002                                                               | Stoccarda                                                               | Germania                                                                | 0 – 1                                                                   | Argentina                                                               | Amichevole                                                              | -                                                                       | 46’                                                                     |
| 18-5-2002                                                               | Leverkusen                                                              | Germania                                                                | 6 – 2                                                                   | Austria                                                                 | Amichevole                                                              | -                                                                       | 73’                                                                     |
| 15-6-2002                                                               | Seogwipo                                                                | Germania                                                                | 1 – 0                                                                   | Paraguay                                                                | Mondiali 2002 - Ottavi di finale                                        | -                                                                       | 60’ 71’                                                                 |
| 20-11-2002                                                              | Gelsenkirchen                                                           | Germania                                                                | 1 – 3                                                                   | Paesi Bassi                                                             | Amichevole                                                              | -                                                                       |                                                                         |
| 12-2-2003                                                               | Palma di Maiorca                                                        | Spagna                                                                  | 3 – 1                                                                   | Germania                                                                | Amichevole                                                              | -                                                                       | 62’                                                                     |
| 30-4-2003                                                               | Brema                                                                   | Germania                                                                | 1 – 0                                                                   | Serbia e Montenegro                                                     | Amichevole                                                              | -                                                                       |                                                                         |
| 1º-6-2003                                                               | Wolfsburg                                                               | Germania                                                                | 4 – 1                                                                   | Canada                                                                  | Amichevole                                                              | -                                                                       | 59’                                                                     |
| 20-8-2003                                                               | Stoccarda                                                               | Germania                                                                | 0 – 1                                                                   | Italia                                                                  | Amichevole                                                              | -                                                                       |                                                                         |
| 6-9-2003                                                                | Reykjavík                                                               | Islanda                                                                 | 0 – 0                                                                   | Germania                                                                | Qual. Euro 2004                                                         | -                                                                       |                                                                         |
| 10-9-2003                                                               | Dortmund                                                                | Germania                                                                | 2 – 1                                                                   | Scozia                                                                  | Qual. Euro 2004                                                         | -                                                                       |                                                                         |
| 11-10-2003                                                              | Amburgo                                                                 | Germania                                                                | 3 – 0                                                                   | Islanda                                                                 | Qual. Euro 2004                                                         | -                                                                       |                                                                         |
| 15-11-2003                                                              | Stoccarda                                                               | Germania                                                                | 0 – 3                                                                   | Francia                                                                 | Amichevole                                                              | -                                                                       | ?’ 71’                                                                  |
| 18-2-2004                                                               | Spalato                                                                 | Croazia                                                                 | 1 – 2                                                                   | Germania                                                                | Amichevole                                                              | -                                                                       |                                                                         |
| 2-6-2004                                                                | Basilea                                                                 | Svizzera                                                                | 0 – 2                                                                   | Germania                                                                | Amichevole                                                              | -                                                                       | 74’                                                                     |
| 6-6-2004                                                                | Kaiserslautern                                                          | Germania                                                                | 0 – 2                                                                   | Ungheria                                                                | Amichevole                                                              | -                                                                       | 62’                                                                     |
| 15-6-2004                                                               | Porto                                                                   | Germania                                                                | 1 – 1                                                                   | Paesi Bassi                                                             | Euro 2004 - 1º turno                                                    | -                                                                       |                                                                         |
| 19-6-2004                                                               | Porto                                                                   | Lettonia                                                                | 0 – 0                                                                   | Germania                                                                | Euro 2004 - 1º turno                                                    | -                                                                       |                                                                         |
| 18-8-2004                                                               | Vienna                                                                  | Austria                                                                 | 1 – 3                                                                   | Germania                                                                | Amichevole                                                              | -                                                                       | 86’                                                                     |
| 26-3-2005                                                               | Celje                                                                   | Slovenia                                                                | 0 – 1                                                                   | Germania                                                                | Amichevole                                                              | -                                                                       | 59’                                                                     |
| Totale                                                                  |                                                                         | Presenze                                                                | 28                                                                      |                                                                         | Reti                                                                    | 2                                                                       |                                                                         |

## Palmarès

### Club

#### Competizioni nazionali
- Fußball-Regionalliga: 1

Norimberga: 1996-1997
- Campionato tedesco: 1

Werder Brema: 2003-2004
- Coppa di Germania: 2

Werder Brema: 2003-2004, 2008-2009
- Coppa di Lega tedesca: 1

Werder Brema: 2006